# José Luciano D'Elhuyar
José Luciano D'Elhuyar y de la Bastida (Santafé de Bogotá 8 de enero de 1793- Mar Caribe 2 de diciembre de 1815) fue un militar neogranadino.
Participó en  la guerra de independencia de Colombia y de Venezuela.

## Biografía
Nació en Santafé de Bogotá el 8 de enero de 1793, hijo del químico y mineralogista logroñés Juan José D'Elhuyar (1754-1796) (químico español que junto a su hermano Fausto logró aislar el wolframio por primera vez)  y Josefa de la Bastida Lee. Estudió en el Colegio del Rosario y luego en la Escuela Gratuita de Dibujo. En 1810 es subteniente del batallón provincial, transferido al Cuerpo Nacional de Ingenieros Cosmógrafos y luego subteniente de ingenieros del batallón Voluntarios de la Guardia Nacional. Participó de la guerra civil en 1812 y del ataque a Santafé (9 de enero de 1813). 
También estuvo en la campaña del Magdalena y en la campaña Admirable como parte de los contingentes enviados por el Congreso federal para ayudar a Simón Bolívar. Fue compañero de Atanasio Girardot y Antonio Ricaurte como coronel y segundo al mando de la división de vanguardia, pasando por Mérida, Trujillo, Barinas y Caracas. Luchó en La Grita (13 de abril de 1813), Taguanes (31 de julio), Bárbula (30 de septiembre), Las Trincheras (3 de octubre), Vigirima (23-25 de noviembre) y Barquisimeto (10 de marzo de 1814). Se embarcó en Ocumare de la Costa para La Guaira, siguiendo luego a Cumaná y a Cartagena de Indias. En este último lugar es nombrado comandante civil y militar de la plaza el 7 de noviembre, pero el 8 de enero de 1815 es encarcelado y expulsado a Jamaica. Volvió de Kingston a Cartagena, pero murió en un naufragio cuando intentaba llevar auxilios a los sitiados el 2 de diciembre de 1815.

## Homenajes
El Ejército Nacional de Colombia tiene el Batallón de Infantería No.40 Coronel Luciano D-elHuyar.